# Beaubray
Beaubray és un municipi francès situat al departament de l'Eure i a la regió de Normandia. L'any 2007 tenia 276 habitants.

## Demografia

### Població
El 2007 la població de fet de Beaubray era de 276 persones. Hi havia 95 famílies, de les quals 20 eren unipersonals (12 homes vivint sols i 8 dones vivint soles), 24 parelles sense fills, 43 parelles amb fills i 8 famílies monoparentals amb fills.
La població ha evolucionat segons el següent gràfic:
Habitants censats

### Habitatges
El 2007 hi havia 134 habitatges, 101 eren l'habitatge principal de la família, 32 eren segones residències i 1 estava desocupat. Tots els 134 habitatges eren cases. Dels 101 habitatges principals, 88 estaven ocupats pels seus propietaris, 11 estaven llogats i ocupats pels llogaters i 2 estaven cedits a títol gratuït; 2 tenien dues cambres, 10 en tenien tres, 34 en tenien quatre i 55 en tenien cinc o més. 75 habitatges disposaven pel capbaix d'una plaça de pàrquing. A 36 habitatges hi havia un automòbil i a 59 n'hi havia dos o més.

### Piràmide de població
La piràmide de població per edats i sexe el 2009 era:
| Homes | Edats   | Dones |
| ----- | ------- | ----- |
| 0     | 95 o +  | 0     |
| 0     | 90 a 94 | 0     |
| 0     | 85 a 89 | 0     |
| 4     | 80 a 84 | 0     |
| 0     | 75 a 79 | 0     |
| 0     | 70 a 74 | 0     |
| 20    | 65 a 69 | 8     |
| 4     | 60 a 64 | 0     |
| 4     | 55 a 59 | 8     |
| 8     | 50 a 54 | 0     |
| 8     | 45 a 49 | 8     |
| 12    | 40 a 44 | 12    |
| 24    | 35 a 39 | 16    |
| 16    | 30 a 34 | 8     |
| 8     | 25 a 29 | 16    |
| 8     | 20 a 24 | 0     |
| 8     | 15 a 19 | 8     |
| 12    | 10 a 14 | 8     |
| 12    | 5 a 9   | 0     |
| 16    | 0 a 4   | 8     |

## Economia
El 2007 la població en edat de treballar era de 181 persones, 146 eren actives i 35 eren inactives. De les 146 persones actives 134 estaven ocupades (80 homes i 54 dones) i 12 estaven aturades (7 homes i 5 dones). De les 35 persones inactives 5 estaven jubilades, 13 estaven estudiant i 17 estaven classificades com a «altres inactius».

### Ingressos
El 2009 a Beaubray hi havia 106 unitats fiscals que integraven 281,5 persones, la mediana anual d'ingressos fiscals per persona era de 19.723 €.

### Activitats econòmiques
Dels 11 establiments que hi havia el 2007, 5 eren d'empreses de construcció, 2 d'empreses de comerç i reparació d'automòbils, 1 d'una empresa immobiliària, 2 d'empreses de serveis i 1 d'una entitat de l'administració pública.
Dels 4 establiments de servei als particulars que hi havia el 2009, 2 eren lampisteries, 1 electricista i 1 empresa de construcció.
L'any 2000 a Beaubray hi havia 7 explotacions agrícoles.

## Equipaments sanitaris i escolars
El 2009 hi havia una escola elemental integrada dins d'un grup escolar amb les comunes properes formant una escola dispersa.

## Poblacions més properes
El següent diagrama mostra les poblacions més properes.